# 鎌田実
鎌田 実（かまた みのる、1939年3月8日 - 2019年8月1日）は、兵庫県三原郡広田村（現：南あわじ市）出身のプロ野球選手（内野手）・コーチ、解説者・評論家。

## 人物・来歴

### プロ入り前
男四人兄弟の末っ子として生まれ、生まれて10日目に父が亡くなった。父は近隣地区の情報を特化する新聞を発行して生計を立てていたが、大黒柱が倒れ、家族は窮地に追い込まれる。長男もまだ働く年齢ではなく、母が新聞発行を引き継げるわけもなく、乳呑み児を抱いて淡路島内の実家に引っ越し、呉服を売り歩く商売を始めた。買ってくれるのは親戚だけで、母は自分の着物を質屋に入れ、実父の助けも借りて生きた。淡路島は空襲も少なく、周りは海で温暖な気候であったため、魚や野菜など食べ物に困ることはなかった。
鎌田は誰もが目を見張る野球少年に成長し、洲本高校では同期のエース蔦行雄を擁して、4番打者、遊撃手として活躍。2年次の1955年には秋季近畿大会県予選準決勝に進むが、渡海昇二らのいた芦屋高に9回サヨナラ負け。3年次の1956年には夏の甲子園県予選で決勝に進出するが、県尼崎高の今津光男の好投に抑えられ、またも9回サヨナラ負け。甲子園出場はならなかったが、プロのスカウトが神戸から船に乗って島に来た。鎌田は「大阪だけは嫌。行かんよ」と言い続け、中日の佐川直行スカウトが強く鎌田を求めた。同じ頃には巨人の水原茂監督が人を介して鎌田獲得に本腰を入れ、「慶応大に推薦入学、そして巨人軍に来てもらう。この約束は私が死んでも成立させる。私を信じなさい」と攻めた。鎌田の母は長男と次男を大学に通わせるほど働いたが、三男、四男までとなるとそうもいかず「堪忍な。許してな」と頭を下げた。大学に入りたかった四男の鎌田は「（水原さんは）学費も寮費も生活費も面倒をみる、とゆうてくれてはる。慶応へ行きたい。どうしてあかんの?」と懇願したが、長男が「お前は母さんの苦労（貧乏）を分からんのか。働いて給料をもらって、母さんを助ける気にはならんのか?」と叱り、鎌田が「でも兄貴は大学へ…」と言った途端に兄は立ち上がった。水原ルートを諦めた鎌田に対し、中日の佐川が獲得へ全力を注いだ。最高額で契約しようとした直前、オーナーが「全国大会（甲子園）にも出てない高卒にそんな高い契約金は払えん。白紙に戻せ」と憤怒し、佐川はその場で退職を伝えて大阪へ戻り、鎌田の母と長男、鎌田本人を甲子園前の旅館に呼んだ。鎌田家に時間を与えず入団に導き、佐川は「息子さんが大阪を嫌がっているのは知っています。名手の吉田義男がいるから出番がないと。でも、人生なにが起きるかわかりませんよ」と言い、鎌田の母は四男の苦々しい顔に向かって「ごめんね」と小さい声で謝った。

### 現役時代
1957年に大阪タイガースへ入団。「何だかよくわからないうちに」タイガースに入団することとなり、鎌田と同様に、佐川の移籍によって入団先がドラゴンズからタイガースに変更になった選手に並木輝男がいる。タイガースには「空前絶後の遊撃手」とまで言われた吉田がいたが、1957年シーズン終盤に吉田が故障、28試合に先発出場を果たす。2年目の1958年6月から二塁手に転向し、3年目の1959年に白坂長栄の後を引き継いで定位置を獲得すると、1960年には初の規定打席（13位、打率.265）に到達する。主に2番打者として起用され、1962年のリーグ優勝に貢献するが、東映との日本シリーズでは31打数4安打と真価を発揮できなかった。1964年には移籍入団の本屋敷錦吾にポジションを譲るが、その後も準レギュラーとして活躍。1966年には定位置を奪還するが、1967年に近鉄バファローズへ移籍。ここでも3年間、レギュラー二塁手としてチャンスメーカーをつとめた。1970年には阪神へ復帰し、同年は二塁手・遊撃手として起用され36試合に先発出場、打率.290を記録した。1971年からはコーチ兼任となったが、1972年限りで現役を引退。

### 引退後
引退後は西宮市苦楽園口駅前でスポーツ用品店を経営する傍ら、サンテレビボックス席解説者・デイリースポーツ評論家（1978年 - 1992年, 1995年 - 2001年）を務めた。合間を縫って、近鉄で二軍総合アドバイザー（1993年）・一軍総合アドバイザー（1994年）も務めた。アドバイザーの肩書であったが、練習ではコーチ業を手伝ったため、ユニフォームと背番号が与えられていた。解説業を辞めた後、2002年からは淡路島で少年野球教室「KBクラブ」を結成。2009年より神戸市で「KBAカマタベースボールアカデミー」を結成し、同年2月1日より阪神大学野球連盟の神戸大学海事科学部野球部（神戸大学体育会硬式野球部とは別チーム）監督に就任。その傍らで芦屋市立山手中学校野球部の外部コーチとしても活躍。
2019年8月1日9時30分、肺がんのため、芦屋市の病院で死去。80歳没。

## プレースタイル
- 遊撃・吉田、三塁・三宅秀史と共に「試合前のシートノックだけで金を取れる」と言われるほど「日本球界最強の鉄壁の内野陣」を構成していたが、一塁手の遠井吾郎だけは守備がうまいとは言えなかったため、「下手な一塁手に出てこられると邪魔だ」と、本来一塁手が捕るべき打球を鎌田がすべて処理した。なお、この指示に従って一塁から動かなかった遠井は「仏のゴローちゃん」と呼ばれた温厚な性格のためか「鎌田さんの言うとおりですから」と、嫌な顔ひとつしなかったという。

- 鎌田も遊撃手として非常に高い能力があったようで、一時期故障した吉田の代役として遊撃を任されたこともある。それを見た巨人が阪神にトレードを申し入れたということもあるという。そのプランでは吉田と共に名手と並び称された広岡達朗を二塁にコンバートし、鎌田を遊撃手に据えるというものであった。そのことからも、遊撃手としても半端ではない鎌田の技量が窺える。しかし、阪神がトレードを了承せず、この話は幻のまま終わったため、本人がこのトレード話を当時巨人監督の川上哲治から知らされたのは現役引退後だった。

- 鎌田は日本で初めてバックトスを導入した選手として知られる。1963年のフロリダキャンプで現地の選手のバックトスを目の当たりにした鎌田は、「このプレーを日本でも定着させたい」と思い、練習を始める[6]。3年後、ついにバックトスを自在に使えるようになるが、マスコミ嫌いのため「このチームでバックトスをして、万一失敗したらマスコミがうるさいから」と、ほとんど使用しなかった。それでも、チームの危機にはバックトスを使って併殺を築き、相手チームの反撃を絶った。このとき受け皿となった吉田は後に「お互いプロだし、守備についてのプライドもある。だから初めて見た時は驚いたけど、驚かないフリをした（笑）」と語っている。

- 近鉄移籍後、「これで自由にバックトスが使える」と思ったが、いきなり遊撃手がボールを捕れずにエラー。1968年に就任した三原脩監督からは「バックトスを使うな」と厳命され、納得できなかった鎌田は「なぜバックトスを使ってはいけないのか」と、大監督である三原に食って掛かった。「他の野手のレベルが低く、鎌田のバックトスに対応できなかったから」と諭そうとする三原に対し、「それは他の内野手の問題で、私のバックトスに問題があるわけではない。むしろ、併殺の可能性が高まるので、バックトスは積極的にするべきだ」とさらに反論。三原は「私も昔バックトスをやろうとしたができなかった」などと話をうやむやにするしかなく、鎌田もその後はバックトスを封印していたが、一度だけバックトスを行い、サヨナラ負けのピンチを救った。これ以降、三原は鎌田に対し「先輩」というあだ名で呼ぶようになったという。また、2000年に行われた阪神-巨人OB戦では往年のバックトスを披露したが、打球は正面に近く、技を見せるためにわざとバックトスをしていた。

- 飛行機の移動が苦手で、試合中チームを離れて、次の試合に備えて一人夜行列車で移動したこともある。これは前述のフロリダキャンプの際、他のメンバーが熟睡する中、一人起きていた鎌田はものすごい大雨の中を飛行機が飛び立つという経験をし、恐怖を覚えたからだという。つまり、鎌田はバックトスと共に飛行機恐怖症も一緒に覚えて帰ったということになる。

- バッティングにも特徴のある選手で、いわゆる悪球打ちの打者であった[6]。バッティングのストライクゾーンが頭の上まであったという[6]。この打撃に「大根切り打法」という呼び名もついていた[6]。これは、頭の高さのボールであっても強引に叩きつけ、ヒットにするバッティングであったことから命名された[6]。その一方で真ん中のボールに弱いという弱点も持っていた[6]。選球眼に難があり、ボールゾーンスイング率が高く、打率と出塁率がほぼ変わらなかった。IsoD（出塁率－打率）が.028と4000打席以上の歴代選手の中では最も低い数字となっている[7]。1959年には106試合出場で、IsoDが.006，1961年には全試合出場を果たしながら.013しかなかった。

## 詳細情報

### 年度別打撃成績
| 年 度      | 球 団      | 試 合 | 打 席 | 打 数 | 得 点 | 安 打 | 二 塁 打 | 三 塁 打 | 本 塁 打 | 塁 打 | 打 点 | 盗 塁 | 盗 塁 死 | 犠 打 | 犠 飛 | 四 球 | 敬 遠 | 死 球 | 三 振 | 併 殺 打 | 打 率 | 出 塁 率 | 長 打 率 | O P S |
| ---------- | ---------- | ----- | ----- | ----- | ----- | ----- | -------- | -------- | -------- | ----- | ----- | ----- | -------- | ----- | ----- | ----- | ----- | ----- | ----- | -------- | ----- | -------- | -------- | ----- |
| 1957       | 大阪 阪神  | 45    | 92    | 85    | 4     | 11    | 1        | 0        | 0        | 12    | 5     | 1     | 0        | 3     | 0     | 1     | 0     | 3     | 13    | 2        | .129  | .169     | .141     | .310  |
| 1958       | 大阪 阪神  | 67    | 139   | 128   | 9     | 23    | 4        | 3        | 1        | 36    | 13    | 3     | 1        | 6     | 1     | 3     | 0     | 1     | 18    | 0        | .180  | .203     | .281     | .484  |
| 1959       | 大阪 阪神  | 106   | 371   | 360   | 31    | 86    | 16       | 4        | 2        | 116   | 17    | 1     | 6        | 7     | 1     | 2     | 0     | 1     | 23    | 8        | .239  | .245     | .322     | .567  |
| 1960       | 大阪 阪神  | 130   | 468   | 449   | 32    | 119   | 16       | 3        | 3        | 150   | 39    | 11    | 8        | 3     | 1     | 14    | 1     | 1     | 35    | 4        | .265  | .288     | .334     | .622  |
| 1961       | 大阪 阪神  | 130   | 522   | 500   | 56    | 130   | 17       | 4        | 4        | 167   | 36    | 14    | 11       | 10    | 2     | 9     | 1     | 1     | 29    | 9        | .260  | .273     | .334     | .607  |
| 1962       | 大阪 阪神  | 133   | 571   | 532   | 41    | 106   | 10       | 5        | 1        | 129   | 23    | 2     | 10       | 9     | 2     | 25    | 1     | 3     | 59    | 9        | .199  | .238     | .242     | .481  |
| 1963       | 大阪 阪神  | 110   | 416   | 400   | 43    | 104   | 12       | 3        | 1        | 125   | 26    | 5     | 4        | 1     | 2     | 13    | 0     | 0     | 13    | 5        | .260  | .282     | .313     | .594  |
| 1964       | 大阪 阪神  | 53    | 154   | 148   | 11    | 26    | 2        | 1        | 0        | 30    | 6     | 2     | 1        | 1     | 1     | 3     | 0     | 1     | 11    | 2        | .176  | .196     | .203     | .399  |
| 1965       | 大阪 阪神  | 88    | 227   | 213   | 13    | 45    | 4        | 1        | 1        | 54    | 10    | 4     | 1        | 1     | 1     | 12    | 1     | 0     | 31    | 6        | .211  | .252     | .254     | .506  |
| 1966       | 大阪 阪神  | 92    | 272   | 250   | 20    | 50    | 8        | 1        | 2        | 66    | 12    | 2     | 3        | 6     | 0     | 16    | 4     | 0     | 11    | 3        | .200  | .248     | .264     | .512  |
| 1967       | 近鉄       | 112   | 441   | 420   | 52    | 105   | 15       | 1        | 2        | 128   | 16    | 16    | 4        | 9     | 2     | 9     | 0     | 1     | 50    | 3        | .250  | .266     | .305     | .571  |
| 1968       | 近鉄       | 124   | 430   | 390   | 38    | 89    | 11       | 2        | 3        | 113   | 25    | 15    | 4        | 19    | 2     | 17    | 1     | 1     | 25    | 5        | .228  | .261     | .290     | .551  |
| 1969       | 近鉄       | 114   | 304   | 278   | 24    | 63    | 10       | 2        | 2        | 83    | 18    | 2     | 3        | 9     | 1     | 13    | 1     | 1     | 20    | 5        | .227  | .263     | .299     | .561  |
| 1970       | 阪神       | 108   | 213   | 186   | 23    | 54    | 5        | 3        | 2        | 71    | 12    | 3     | 2        | 15    | 0     | 12    | 0     | 0     | 12    | 5        | .290  | .333     | .382     | .715  |
| 1971       | 阪神       | 62    | 117   | 104   | 5     | 28    | 2        | 0        | 0        | 30    | 6     | 3     | 1        | 8     | 0     | 4     | 1     | 0     | 9     | 0        | .269  | .296     | .288     | .585  |
| 1972       | 阪神       | 8     | 10    | 8     | 1     | 2     | 0        | 0        | 0        | 2     | 0     | 0     | 0        | 2     | 0     | 0     | 0     | 0     | 1     | 0        | .250  | .250     | .250     | .500  |
| 通算：16年 | 通算：16年 | 1482  | 4747  | 4451  | 403   | 1041  | 133      | 33       | 24       | 1312  | 264   | 84    | 59       | 109   | 16    | 153   | 11    | 14    | 360   | 66       | .234  | .261     | .295     | .555  |

- 各年度の太字はリーグ最高
- 大阪（大阪タイガース）は、1961年に阪神（阪神タイガース）に球団名を変更

### 記録
初記録
- 初出場：1957年6月12日、対広島カープ7回戦（阪神甲子園球場）、8回表に遊撃手で出場
- 初先発出場：1957年6月13日、対広島カープ8回戦（阪神甲子園球場）、7番・遊撃手で先発出場
- 初安打：1957年7月24日、対広島カープ14回戦（広島市民球場）、9回表に松山昇から
- 初打点：1957年9月21日、対国鉄スワローズ22回戦（明治神宮野球場）、4回表に黒岩弘から
- 初本塁打：1958年9月20日、対読売ジャイアンツ24回戦（後楽園球場）、7回表に義原武敏から左越ソロ

節目の記録
- 1000試合出場：1967年6月20日、対阪急ブレーブス11回戦（阪急西宮球場）、2番・二塁手で先発出場　※史上126人目
- 1000安打：1970年10月6日、対大洋ホエールズ23回戦（阪神甲子園球場）、3回裏に平松政次から左前安打　※史上75人目

### 背番号
- 41 （1957年 - 1966年、1970年 - 1972年）
- 8 （1967年 - 1969年）
- 71 （1993年 - 1994年）

## 関連情報

### 著書
- 『21世紀の野球理論―もっと上手になる120の鉄則』デイリースポーツ社（共著・編集）。神戸新聞出版センター。2002年。128頁。ISBN 4343001776